# Distrikt Punta de Bombón

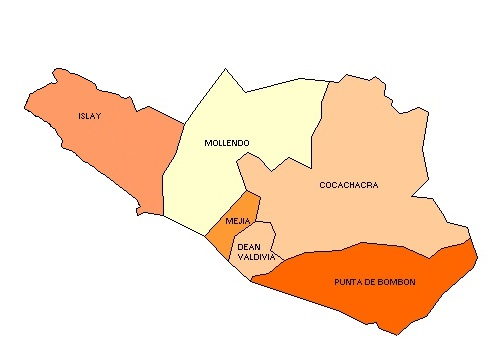
Distrikte der Provinz Islay

Der Distrikt Punta de Bombón liegt in der Provinz Islay in der Region Arequipa im Südwesten von Peru. Der Distrikt hat eine Fläche von 769,76 km². Beim Zensus 2017 wurden 6.456 Einwohner gezählt. Im Jahr 1993 lag die Einwohnerzahl bei 6.450, im Jahr 2007 bei 6.621. Sitz der Distriktverwaltung ist die östlich der Mündung des Río Tambo gelegene Kleinstadt Punta de Bombón mit 5.813 Einwohnern (Stand 2017). 
Der Distrikt Punta de Bombón liegt im Südosten der Provinz Islay. Er erstreckt sich entlang einem etwa 40 km langen Abschnitt der Pazifikküste östlich der Flussmündung des Río Tambo. Er reicht etwa 30 km ins Landesinnere. Der Distrikt grenzt im Nordwesten an den Distrikt Deán Valdivia, im Norden an den  Distrikt Cocachacra sowie im Südosten an die Provinzen Mariscal Nieto und Ilo (beide in der Region Moquegua). Im Flusstal des Río Tambo wird bewässerte Landwirtschaft betrieben, ansonsten besteht der Distrikt aus Wüste. Die Nationalstraße 1S (Panamericana) führt durch das Hinterland des Distrikts.